# Heißes Blut (1936)
Heißes Blut ist der zweite Film, den Marika Rökk in Deutschland drehte und der erste mit ihrem späteren Ehemann Georg Jacoby als Regisseur.

## Handlung
In der ungarischen Puszta wohnen der junge, fesche Leutnant Tibor von Dénes und sein Kumpel Leutnant Varady einem Pferderennen ungarischer Hirten bei. Ein Pferd, das den passenden Namen „Satan“ trägt, ist besonders ungestüm und geht mit wehender Mähne als erstes durchs Ziel. Der ihn reitende Pferdehirt ist jedoch mitnichten ein Kerl, sondern die temperamentvolle Landadelige Marika von Körössy, die mindestens ebenso viel heißes Blut in sich trägt, wie der spritzige Gaul. Tibor ist von der sich noch immer als Junge gebenden Baronesse mindestens ebenso beeindruckt wie von ihrem siegreichen Vierbeiner, von dem Marika allerdings ziemlich vorschnell behauptet, dass dieser nur von ihr geritten werden könne und jeden anderen gnadenlos abwerfen würde. Tatsächlich kann niemand „Satans“ heißes Blut bändigen, bis eben auf Leutnant von Dénes, der das Pferd bei einem Reitversuch fest im Griff hat. Bei einem Tanz kommen sich der „Pferdehirt“ und der Leutnant näher. In der stolzen Ilonka von Peredy, Tochter eines reichen Rennstallbesitzers, die plötzlich auf dem Fest auftaucht und Leutnant Tibor schöne Augen macht, erwächst Marika jedoch schlagartig Konkurrenz. Eifersüchtig registriert sie, dass Tibor offensichtlich Interesse für Ilonka hegt. Noch immer als „Pferdehirt“ verkleidet, tanzt Marika Ilonka bis zur Erschöpfung nieder und geht sogleich zu Tibor hinüber, um ihm zu zeigen, dass sie nicht der einfache Pferdehirt ist, sondern eine reizvolle Frau, die es mit der femininen Konkurrenz durchaus aufnehmen kann.
Das Landgut, auf dem Marika mit ihrer Tante lebt, ist hoch verschuldet. Joszi, das gutseigene Faktotum, teilt Marika mit, dass der Besitzt demnächst unter den Hammer kommen werde, um eben diese Schulden zu begleichen. Auch „Satan“ müsse verkauft werden – und ausgerechnet die verhasste Konkurrentin Ilonka von Peredy zeigt Interesse! Um das Schlimmste zu verhindern, büchst Marika kurzerhand mit „Satan“ aus und macht in einem Dorf halt, wo gerade die Husaren mit Leutnant von Dénes Halt machen. Prompt wird er Zeuge davon, wie Marika sich unerlaubterweise Futter für ihr Teufelspferd stibitzen will. Zwar sieht der Husar von einer Bestrafung Marikas ab, besteht jedoch darauf, dass „Satan“ an die neue Besitzerin Ilonka zurückgegeben wird. Zutiefst von Tibor enttäuscht, übersiedelt die nun heimatlos gewordene Marika mit ihrer Tante nach Budapest, Tibors Briefe schickt sie ungeöffnet zurück. Vom Gut her hält nur noch der loyale Joszi Kontakt zu ihr. Er erzählt Marika, dass „Satan“ mal wieder seinem Namen alle Ehre macht und jeden abwerfe, sodass der alte Peredy nun den Gaul unbedingt loswerden wolle. Für wenig Geld gelingt es Joszi, „Satan“ zu erwerben. Als Pferdejunge verkleidet, will Marika mit „Satan“ endlich wieder zu einem Sieg reiten. Da Ilonka dies verhindern will und weiß, dass bei dem Rennen nur Männer zugelassen sind, reißt sie ihrer alten Rivalin die Mütze vom Kopf. So als Mädchen enttarnt, muss Marika wieder absteigen. Nun aber erscheint Tibor als rettender Galan. Er besteigt das Heißblut und reitet mit „Satan“ einen glanzvollen Sieg ein. Jetzt steht dank Joszis Hilfe nichts mehr dem Glück zwischen Marika und Tibor im Wege.

## Produktionsnotizen
Heißes Blut entstand in den UFA-Ateliers von Neu-Babelsberg zwischen Mitte November und Ende Dezember 1935. Der Film wurde am 13. März 1936 in Wien uraufgeführt, in Berlin lief der Streifen sieben Tage später im UFA-Palast am Zoo an. 
Produzent Alfred Greven übernahm auch die Herstellungs- und Produktionsleitung. Die musikalische Bearbeitung der Komposition von Franz Doelle lag in den Händen von Lothar Brühne. Es spielte Emil Roósz mit seinem Orchester. Carl L. Kirmse und Hanns H. Kuhnert schufen die Filmbauten. Hans Tost war Aufnahmeleiter. Kurt Schulz und Karl Plintzner dienten Chefkameramann Werner Bohne als Assistenten. Cutter Oswald Hafenrichter verließ gleich nach Ende der Dreharbeiten Deutschland und emigrierte über Wien und Rom nach Großbritannien.
Von dem Film wurde parallel auch eine französische Fassung hergestellt. Sie hieß Les deux favoris und hatte Lisette Lanvin in der Rökk-Rolle. Regisseur Jacoby holt sich mit dem Franzosen J. André Hornez einen Dialogregisseur zur Seite.

## Musiktitel
Folgende Musiktitel wurden gespielt bzw. von Marika Rökk gesungen:
- Ich hab Dich so gern
- Lieder, die uns der Zigeuner spielt
- Schenk’ Deine Liebe keinem Husaren
- Was die Leute sich erlauben

## Kritiken
In Wiens Neue Freie Presse war in der Ausgabe vom 14. März 1936 zu lesen: „Auf diese rassige, temperamentvolle Allround-Artistin ist der Film zugeschnitten, der ihr Gelegenheit gibt, zu reiten, zu singen, Csardas zu tanzen, zu lachen und zu weinen, zu schmachten und zu zürnen. Seinem Inhalt nach ist der Film eine nette Harmlosigkeit, bei der man an keiner Stelle im Zweifel darüber ist, wie es weiter geht.“
Die Österreichische Film-Zeitung schrieb: „Eine Anzahl stets wirksamer Elemente vereint der Regisseur Georg Jacoby zu einem amüsanten Film in „Heißes Blut“ (…) Marika Rökk zeigt sich wieder als ausgezeichnete Reiterin und tanzt mit viel Temperament Csardas. (…) Paul Kemp fiel eine dankbare humoristische Rolle zu“

„Gefällige, anspruchslose Unterhaltung.“